# الطاف احمد
الطاف احمد (اردو: الطاف احمد؛ زادهٔ ۲ دسامبر ۱۹۷۹) بازیکن فوتبال اهل پاکستان بود.
از باشگاه‌هایی که در آن بازی کرده است می‌توان به باشگاه فوتبال برادفورد سیتی اشاره کرد.
وی همچنین در تیم ملی فوتبال پاکستان بازی کرده است.